# The Patti Smith Masters
The Patti Smith Masters – sześciopłytowy zestaw nagrań Patti Smith z lat 1975–1996 wydany 18 czerwca 1996 przez Arista Records.

## Lista utworów

### CD 1
- Album: Horses

### CD 2
- Album: Radio Ethiopia

### CD 3
- Album: Easter

### CD 4
- Album: Wave

### CD 5
- Album: Dream of Life

### CD 6
1. „Gloria” (Van Morrison, Patti Smith) – 5:55
2. „Redondo Beach” (Lenny Kaye, Patti Smith, Richard Sohl) – 3:26
3. „Ask the Angels” (Ivan Kral, Patti Smith) – 3:10
4. „Because the Night” (Patti Smith, Bruce Springsteen) – 3:24
5. „Babelogue / Rock N Roll Nigger” (Kaye, Patti Smith) – 4:54
6. „Dancing Barefoot” (Kral, Patti Smith) – 4:18
7. „People Have the Power” (Patti Smith; Fred Smith) – 5:11
8. „Paths That Cross” (Patti Smith, Fred Smith) – 4:20
9. „Gone Again” (Patti Smith, Fred Smith) – 3:16
10. „Summer Cannibals” (Patti Smith, Fred Smith) – 4:10